# 本阿魯斯省
本阿魯斯省（羅馬化：Wilāyat Bin ‘Arūs 發音：[bɪn.ʕæˈruːs]）是突尼西亞北部的一個省，臨突尼斯灣。面積761平方公里，2004年人口505,773人。 首府本阿魯斯。下分十二縣。